# إميليا إديث هادلستون بار
إميليا إديث هادلستون بار (بالإنجليزية: Amelia Edith Huddleston Barr) (29 مارس 1831 في المملكة المتحدة - 10 مارس 1919 في الولايات المتحدة)؛ كاتِبة وروائية بريطانية-أمريكية.